# Thérapie focalisée sur la compassion
 (novembre 2018).
La thérapie focalisée sur la compassion (TFC) est un système de psychothérapie développé par Paul Gilbert (en) qui intègre des techniques de thérapie cognitivo-comportementale avec des concepts issus de la psychologie évolutionniste, de psychologie sociale, de psychologie du développement, de psychologie bouddhiste, et des neurosciences. L'une de ses principales préoccupations est d'utiliser l'entrainement de l'esprit à la compassion pour aider les « gens à développer et à travailler avec des expériences de chaleur intérieure, de solidité et d'apaisement, via la compassion et l'autocompassion. ».
La technique thérapeutique principale de la CFT est l'entrainement de l'esprit à la compassion qui enseigne les compétences et les attributs de la compassion. L'entrainement de l'esprit à la compassion contribue à la transformation des comportements problématiques, des cognitions et des émotions liés à l'anxiété, la colère, la honte, l'autocritique, la dépersonnalisation ou encore l'hypomanie.
L'évolution biologique forme le squelette théorique de la TFC. Les humains ont évolué avec au moins trois types primaires de systèmes de régulation des émotions : le système de menace (protection), le système d'accomplissement (la recherche de ressources naturelles), et le système d'apaisement. La TFC met l'accent sur les liens entre les modèles cognitifs et ces trois systèmes de régulation des émotions. Par l'utilisation de techniques telles que l'entrainement de l'esprit à la compassion ou issues de la thérapie cognitivo-comportementale (TCC), les patients peuvent apprendre à gérer chaque système de manière plus efficace et à répondre de façon plus adéquatement aux situations rencontrées. Il y a un nombre croissant d'articles scientifiques présentant des travaux de recherches empiriques qui démontrent l'importance de la compassion pour orienter les comportements, faire face à la menace et résoudre les conflits
La thérapie focalisée sur la compassion est particulièrement appropriée pour les personnes qui ont des niveaux élevés de honte et d'auto-critique, qui ont des difficultés à ressentir de la chaleur relationnelle, à être gentils avec eux-mêmes ou avec les autres. Les problèmes tels que la honte ou l'auto-critique sont souvent enracinés dans une histoire de violence, d'intimidation, de négligence et/ou d'un manque d'affection dans la famille. La TFC peut aider ces gens à apprendre à ressentir plus de solidité et de chaleur dans leurs interactions avec les autres et avec eux-mêmes.
De nombreuses méthodes sont utilisées dans la TFC pour développer la compassion. Par exemple, les personnes suivant un cursus de TFC apprennent à comprendre la compassion pour les autres, avant de transférer ce processus de pensée à eux-mêmes.